# Huellas (álbum de Myriam Hernández)
Huellas es  álbum de grandes éxitos grabado por la cantautora chilena Myriam Hernández. Fue lanzado al mercado por la empresa discográfica EMI Latin el 20 de abril de 2004. El álbum fue producido por Walter Afanasieff, coproducido por la propia artista, y Celso Valli, siendo el primer disco con EMI Music tras 14 años, sello discográfico que lanzó los dos primeros discos de la artista.

## Antecedentes y promoción
Para promocionar este disco, salen 2 sencillos: «No te he robado nada» y «He vuelto por ti». Además, también se incluye una nueva versión de su canción "Mío", interpretada junto con el grupo argentino Los Nocheros y "El amor de mi vida" junto al vocalista de Los Tetas, Tea Time, y DJ Ju, letra en la cual ella misma participó, presentando un ritmo diferente para sus lanzamientos previos como es el Hip-hop. Además se incluye la canción "He vuelto por ti", de su propia autoría, que escribió sobre la música que compuso su hijo mientras estaba en promoción en Perú cuando tenía 7 años.
El videoclip del tema "No te he robado nada", grabado en Santiago de Chile, fue estrenado nacional e internacionalmente en el noticiario central 24 horas, de Televisión Nacional de Chile, el 1 de abril de 2004.

## Lista de canciones
| Huellas |                          |                                     |               |          |  |
| N.º     | Título                   | Escritor(es)                        | Productor(es) | Duración |  |
| 1.      | «He vuelto por ti»       | Jorge Saint-Jean · Myriam Hernández |               | 3:59     |  |
| 2.      | «No te he robado nada»   | Armando Manzanero                   |               | 3:48     |  |
| 3.      | «Mío» (con Los Nocheros) | Gogo Muñoz                          |               | 3:44     |  |
| 4.      | «Huele a peligro»        | Armando Manzanero                   |               | 4:55     |  |
| 5.      | «La fuerza del amor»     | Estéfano                            |               | 4:57     |  |
| 6.      | «El amor de mi vida»     | Camilo Castaldi                     |               | 4:36     |  |
| 7.      | «Mañana»                 | Tatiana Bustíos                     |               | 4:40     |  |
| 8.      | «Ese hombre»             | María Angélica Ramírez              |               | 4:12     |  |
| 9.      | «Se me fue»              | Juan Carlos Calderón                |               | 3:35     |  |
| 10.     | «Un hombre secreto»      | Juan Carlos Calderón                |               | 3:28     |  |
| 11.     | «Herida»                 | Myriam Hernández                    |               | 4:00     |  |
| 12.     | «Te pareces tanto a él»  | Álvaro Torres                       |               | 3:47     |  |
| 13.     | «Peligroso amor»         | Gogo Muñoz                          |               | 4:06     |  |
| 14.     | «Eres»                   | Gogo Muñoz                          |               | 3:53     |  |
| 15.     | «El hombre que yo amo»   | Gogo Muñoz                          |               | 3:35     |  |
| 16.     | «Ay amor»                | Prado-Elliot                        |               | 4:26     |  |
| 17.     | «Lloraré»                | Myriam Hernández                    |               | 5:22     |  |